# 纸袋

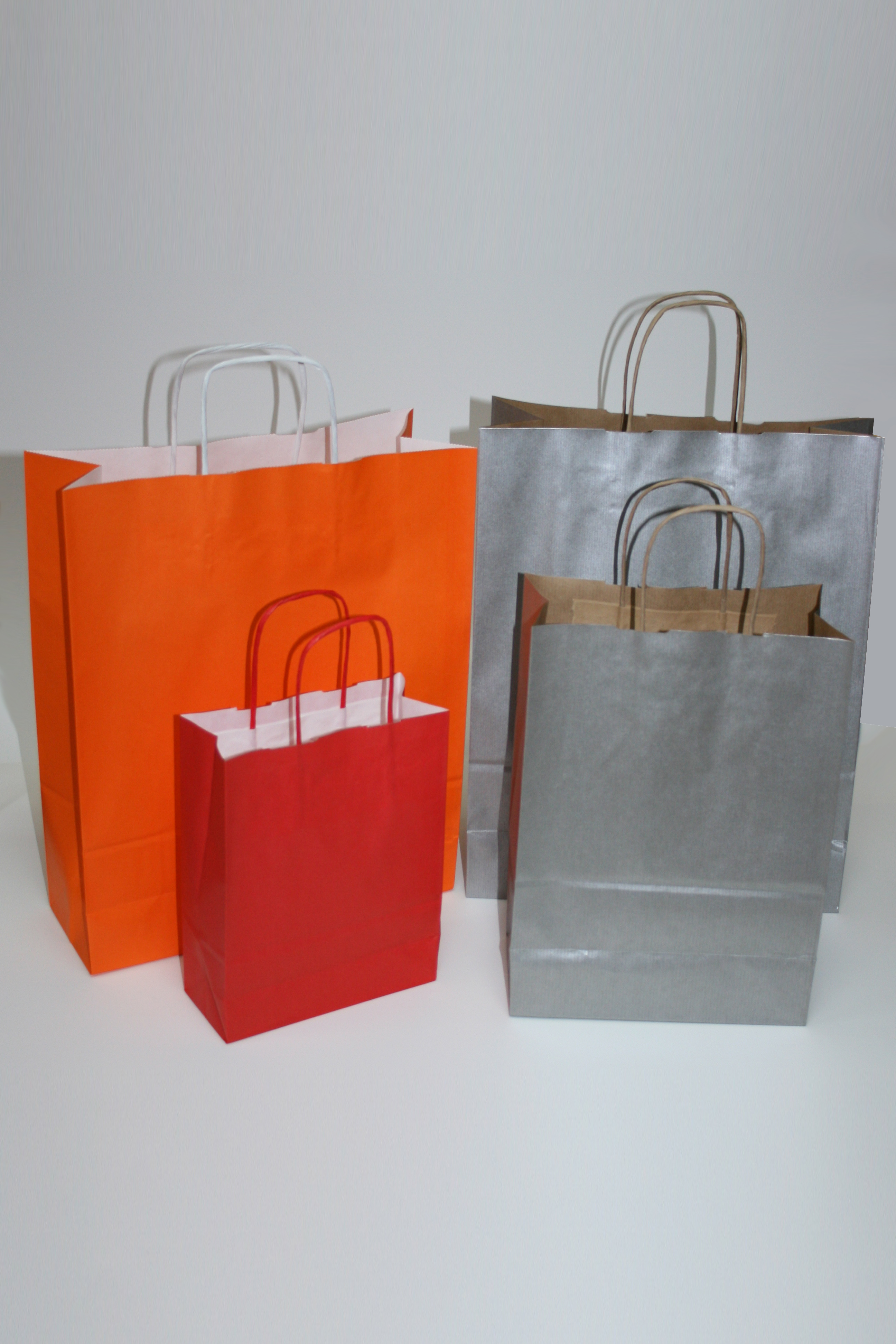
普通纸袋

纸袋，即用纸做的袋子。通常可以用作购物袋使用。纸张方便印刷的特性可以给产品很好的宣传。紙袋印刷藝術是一個增強品牌形象的有力工具。通過獨特的視覺設計、有力的用詞、適合的紙材和印刷技術，以及考慮環保和細節的定制設計，品牌能夠在紙袋上傳達其獨特的價值觀和個性，並與目標消費者建立更深層次的聯繫。定制紙袋不僅是一個實用的包裝方式，更是品牌形象的展示窗口，為品牌帶來更多的商機和成功機會。

## 紙袋印刷介紹
紙袋印刷是一種將創意和技術融合在一起的藝術，用於製作具有個性化和獨特設計的紙袋。這些紙袋不僅可以用來包裝產品，還可以成為品牌的代表和行銷工具。在現代商業環境中，品牌形象和印象對於企業的成功至關重要，紙袋印刷通過定制設計和創新元素，幫助企業提升品牌形象，吸引客戶並建立忠誠度。
紙袋印刷的設計靈感來源多樣，可以根據產品特性、品牌價值觀和目標受眾來進行定制。從鮮豔的色彩到精緻的圖案，紙袋印刷為企業帶來無限的創意空間。定制紙袋不僅讓產品更具吸引力，還能使消費者在購買過程中產生愉悅的體驗，從而增加品牌的好感度和信任度。
此外，紙袋印刷也注重材料的選擇和製作工藝。選用高質量的紙張和環保印刷技術，不僅確保紙袋的堅固耐用，還體現了企業對環保和品質的關注，提升了企業的社會形象。精湛的製作工藝則確保紙袋的外觀整潔、印刷清晰，從而打造出高端、專業的品牌形象。
總之，紙袋印刷是一個強大的品牌行銷工具，能夠通過定制設計和優質製作，提升品牌形象並吸引客戶。在激烈的市場競爭中，紙袋印刷為企業帶來無限可能，是打造成功品牌的不可或缺的一環。
紙袋印刷是一種將設計和功能相結合的藝術形式，它可以將紙袋變成品牌的獨特表達。隨著品牌形象對企業的重要性日益增加，許多企業開始意識到紙袋印刷的潛力。通過定制設計，企業可以將紙袋變成一個引人注目且與眾不同的品牌展示工具。無論是在購物中心、街頭還是活動現場，通過與眾不同的紙袋設計，企業可以吸引顧客的目光，提高品牌知名度，並增強與顧客的情感聯繫。
紙袋印刷不僅可以幫助企業凸顯品牌形象，還可以傳遞企業的核心價值觀。通過在紙袋上打印企業標誌、口號或核心價值觀，企業可以向顧客傳達品牌的使命和願景。這種視覺上的傳達可以在顧客心中留下深刻的印象，增強品牌的認可度和忠誠度。

## 定制化設計在品牌塑造中的重要性
定制設計在品牌塑造中扮演關鍵角色。透過紙袋印刷，企業可以打造獨特的設計，與眾不同，展現品牌的個性。定制設計能依據企業的個性需求和目標受眾進行調整，確保紙袋能真正代表企業的風格和品牌價值。
一個成功的紙袋設計需要考慮許多因素，如顏色、圖案、字體和排版。每個細節都需與企業的品牌形象相呼應，確保紙袋能傳達正確的訊息並產生預期效果。透過定制設計，企業能確保紙袋與品牌形象一致，從而提升品牌認知度和顧客對品牌的聯想。
除了與品牌形象一致，定制設計還能根據不同的季節、活動或促銷活動進行調整。這種靈活性使企業能隨時調整紙袋設計，以應對市場變化和顧客需求的變動。透過及時調整紙袋設計，企業能保持與時俱進，與顧客建立更緊密的聯繫。
定制設計在品牌塑造中的重要性不可忽視。它能幫助企業在市場競爭中脫穎而出，傳遞核心價值觀，增強品牌的認知和記憶度，並提升企業的專業形象。因此，企業應高度重視並運用定制設計來打造成功的品牌形象。

## 紙袋印刷給企業帶來的好處
紙袋印刷對企業帶來的益處不可小覷。這種印刷藝術形式為企業帶來多方面的優勢，以下將詳細介紹幾個主要的益處：
1. 提升品牌形象：定制的紙袋設計能幫助企業展現其獨特的品牌形象。透過精心設計的紙袋，企業可以強化其品牌認知度，吸引顧客的目光並在市場中脫穎而出。
2. 行銷工具：紙袋不僅僅是用來包裝產品，更是一個有效的行銷工具。企業可以在紙袋上印刷公司標誌、宣傳口號或產品特點，從而在顧客心中留下深刻的印象，增加品牌忠誠度。
3. 增加顧客互動：透過創意的紙袋設計，企業可以促進與顧客的互動。例如，可以在紙袋上印刷二維碼，引導顧客參與在線活動或折扣優惠，進一步提升顧客參與度和互動。
4. 環保形象：選擇使用環保紙張和印刷技術，企業能展現對環境保護的關注，增強企業的社會形象，吸引更多關注環保的消費者。
5. 提高顧客滿意度：經過精心設計的紙袋不僅外觀美觀，而且質地堅固，提供更好的購物體驗，進一步提高顧客的滿意度。
6. 有效宣傳：紙袋是一種行動廣告，顧客購物時攜帶著紙袋走在街上，不僅是一種方便，也是對品牌的宣傳。這種移動廣告能夠在公眾中傳播品牌形象，提升品牌知名度。

紙袋印刷為企業帶來許多優勢，能夠幫助企業提升品牌形象，增加行銷效果，加強與顧客的互動，展示環保關懷，提高顧客滿意度，並有效宣傳品牌。因此，企業應充分利用紙袋印刷這一有效的品牌行銷工具，促進企業的發展和增長。

## 紙袋印刷工藝及選擇
紙袋印刷是一個複雜的工藝，它涉及多種技術和選擇，以確保最終產品的品質和效果。以下是紙袋印刷的一些常見工藝和選擇：
1. 印刷技術：

- 平面印刷：這是最常見的紙袋印刷技術，適用於大面積的圖案和文字。
- 彩色印刷：使用多種顏色和色彩的印刷技術，能夠創造出豐富多彩的紙袋設計。
- 數碼印刷：適用於小批量生產和個性化設計，具有靈活性和高品質。

1. 紙張選擇：

- 耐用紙：選擇高質量的紙張可以確保紙袋的堅固耐用，適用於較重的產品。
- 輕量紙：適用於較輕的產品，具有輕巧和經濟的特點。

1. 印刷效果：

- 亮光塗層：增加紙袋的光澤度，使圖案更加鮮豔。
- 啞光塗層：營造出柔和和高級感的效果。
- UV塗層：提高紙袋的耐磨性和耐用性。

1. 設計元素：

- 圖案和圖像：通過精心設計的圖案和圖像，增加紙袋的吸引力和辨識度。
- 字體和排版：選擇適合品牌風格的字體和排版，以增強品牌形象。
- 核心信息：在紙袋上印刷企業標誌、宣傳口號或核心價值觀，傳達品牌使命和價值觀。

1. 環保考慮：

- 選擇可回收紙張：使用可回收的紙張有助於減少對環境的影響。
- 使用環保印刷技術：選擇環保印刷技術和墨水，減少印刷過程中的碳排放和化學物質。

企業在進行紙袋印刷時，應根據產品特性、品牌形象和目標受眾的需求，選擇適合的印刷技術和紙張，並加入創意和設計元素，以確保紙袋設計能夠真正代表企業的風格和價值觀。同時，環保意識也應納入考慮，選擇環保的紙張和印刷技術，以達到可持續發展的目標。

## 紙袋設計時要考慮的因素
設計紙袋時需要考慮的因素有很多，以確保紙袋能夠達到預期的效果。以下是一些設計紙袋時需要考慮的要素：
1. 品牌一致性：紙袋的設計應與企業的品牌形象相一致。包括顏色、圖案、字體和標誌等設計元素應該展現出品牌的特色和價值觀。
2. 目標受眾：紙袋的設計應根據目標受眾的特點和喜好進行調整。不同年齡、性別和地域的顧客可能對不同風格的紙袋有不同的偏好。
3. 實用性：紙袋的設計應該具有實用性。它應能夠容納所需的產品，並有足夠的強度和耐用性，方便顧客攜帶和使用。
4. 創意和獨特性：紙袋的設計應具有創意和獨特性，以吸引顧客的目光。透過獨特的圖案、色彩和排版，企業可以使紙袋與眾不同，從競爭中脫穎而出。
5. 環保考慮：紙袋的設計應考慮到環保因素。選用可回收和可降解的材料，減少不必要的包裝和印刷，有助於維護環境。
6. 印刷效果：紙袋的印刷效果對於設計的吸引力和質量至關重要。選用適合的印刷技術和效果，確保圖案、文字和顏色能夠清晰且持久地展現在紙袋上。
7. 預算限制：企業應評估自身的預算限制，在設計紙袋時考慮到成本因素。在保證品質的前提下，選擇合理的設計方案，以避免超出預算。
8. 印刷和製作技術：了解不同的印刷和製作技術，可以幫助企業做出更好的設計選擇，確保設計能夠成功實現。

設計紙袋時需要綜合考慮品牌形象、目標受眾、實用性、創意性、環保性、印刷效果、預算限制和製作技術等因素。只有在考慮全面的情況下，企業才能設計出符合需求且吸引人的紙袋。

## 历史
1852年，教师出身的美国人弗朗西斯·沃尔，发明了第一台大批量生产纸袋的机器。沃尔和他的兄弟为机器申请专利，并成立了联盟纸袋公司。
1871年，发明家玛格丽特·E·奈特设计的一台机器，可以制造平底纸袋，比以前的信封式设计可携带更多物品。
1883年，查尔斯·史迪威申请专利的一台机器，使方底纸袋两侧带褶，并更容易折叠和存储。这种风格的纸袋后来被称为“自开袋”（Self-Opening Sack, S.O.S.）。
1912年，沃尔特·德本那在明尼苏达州圣保罗市一个菜市场，用绳索加固纸袋，并添加提手。这些“德本那购物袋”可携带75磅的物品，随即在美国流行。1915年，带手柄纸袋销售超过百万。之后，这种纸袋成为百货公司的标准，并经常印有商店的标志。
而塑料袋则出现在20世纪70年代。因其成本更低，最终取代纸袋作为杂货店的首选。随着轻量塑料袋淘汰的趋势，一些菜市场和消费者为环保考虑仍使用纸袋。

## 紙袋
紙袋是由一層或多層優質牛皮紙製成，通常由原生纖維製成。紙袋也可稱為工業紙袋、工業紙袋、運輸袋或多壁紙袋。它們通常用於包裝和運輸乾燥的粉狀和顆粒狀材料，例如肥料、動物飼料、沙子、乾燥化學品、麵粉和水泥。許多紙袋由多層紙袋紙、印刷外層和內層組成。 有些紙袋中間夾有塑膠薄膜、鋁箔或聚乙烯塗層紙層，起到防水、防蟲或防鼠的作用。
多層壁紙袋旨在為對安全性和耐用性要求極高的產品提供強效保護，具有高彈性 和高抗撕裂性。可在耐用的外表面印製說明、標誌或商標等資訊。 有時，塑膠薄膜  或不同的分散體可用作內層或塗層，以阻擋水分、水蒸氣、油脂、氧氣、異味和細菌。紙袋由紙袋加工機生產，該加工機由捲筒和底機組成。
水泥袋子有兩種基本設計：敞口袋和閥口袋。敞口袋是由紙層組成的管狀結構，底部密封。袋子從開口處裝填，然後用縫紉、粘合劑或膠帶封口。閥口袋兩端封閉，透過閥門裝填。

### 特性
紙袋通常由牛皮紙製成，這種紙袋兼具柔軟和堅韌的優點。拉伸或伸長會增加破壞材料所需的能量。它們可以承載和保護重達 50 公斤的產品，並能輕鬆適應內容物的性質和搬運限制。根據產品的不同，紙袋與其內容物的重量比可高達 1:250。牛皮紙的強度取決於牛皮紙生產過程中所用新鮮纖維的排列方式。生產過程中纖維的黏合不僅提高了強度、孔隙率和彈性，還提高了抗撕裂性。
製袋牛皮紙的天然獨特特性之一是其高孔隙率。高孔隙率的紙張可作為過濾材料，使乾粉狀物料填充過程中產生的空氣快速逸出，無需抽氣系統。這使得25公斤包裝袋的填充速度高達3.5秒。
得益於採用膠水、阻隔、層或表面等不同概念的紙袋結構，紙袋也能具備防潮性能。所有防潮袋均可與常規紙袋填充機相容。在極度惡劣的天氣條件下，可將極薄的生物塑膠、塑膠或其他適當的阻隔膜作為紙袋結構表層的一部分，從而提供格外有效的保護。
添加阻隔膜襯裡也能在各種條件下延長保質期。市面上有許多不同的包裝袋結構，專門設計用於在紙袋暴露於潮濕、水分、光照、氧氣或二氧化碳等極端條件下也能提供良好的保質期。此外，在供應鏈中正確儲存和處理紙袋也能延長其保存期限。
紙袋也可用於宣傳訊息和精美印刷設計。由於其天然防滑的紋理和結構，紙袋可以安全地搬運、堆疊、堆疊和儲存。便捷的開啟方式，例如撕開式封口，無需使用刀具等工具即可快速乾淨地取用包裝內容物。

## 生产
标准纸袋是由牛皮纸制成的。手提包式的纸袋，可以从任何类型的纸张制成，并自定义颜色。纸袋也可由一般可再生纸制成。選擇適合的紙袋印刷材料對確保紙袋的品質和耐用性以及提供最佳印刷效果非常重要。
常見的紙袋印刷材料包括牛皮紙、卡紙和紙板。牛皮紙經過特殊處理，具有高強度和耐用性，適用於需要承載重物的紙袋。卡紙是一種較厚的紙類，適用於需要更高品質印刷效果的紙袋。紙板是一種硬質紙類，適用於需要更高強度和穩定性的紙袋。
除了選擇合適的材料，還可以考慮添加特殊的塗層和裝飾效果。例如，可以添加防水塗層以提高紙袋的耐水性，或添加高光塗層以增強紙袋的視覺效果。
選擇適合的紙袋印刷材料取決於紙袋的用途和預算。對於需要承載重物的紙袋，牛皮紙可能是更好的選擇。對於需要更高品質印刷效果的紙袋，卡紙可能更適合。

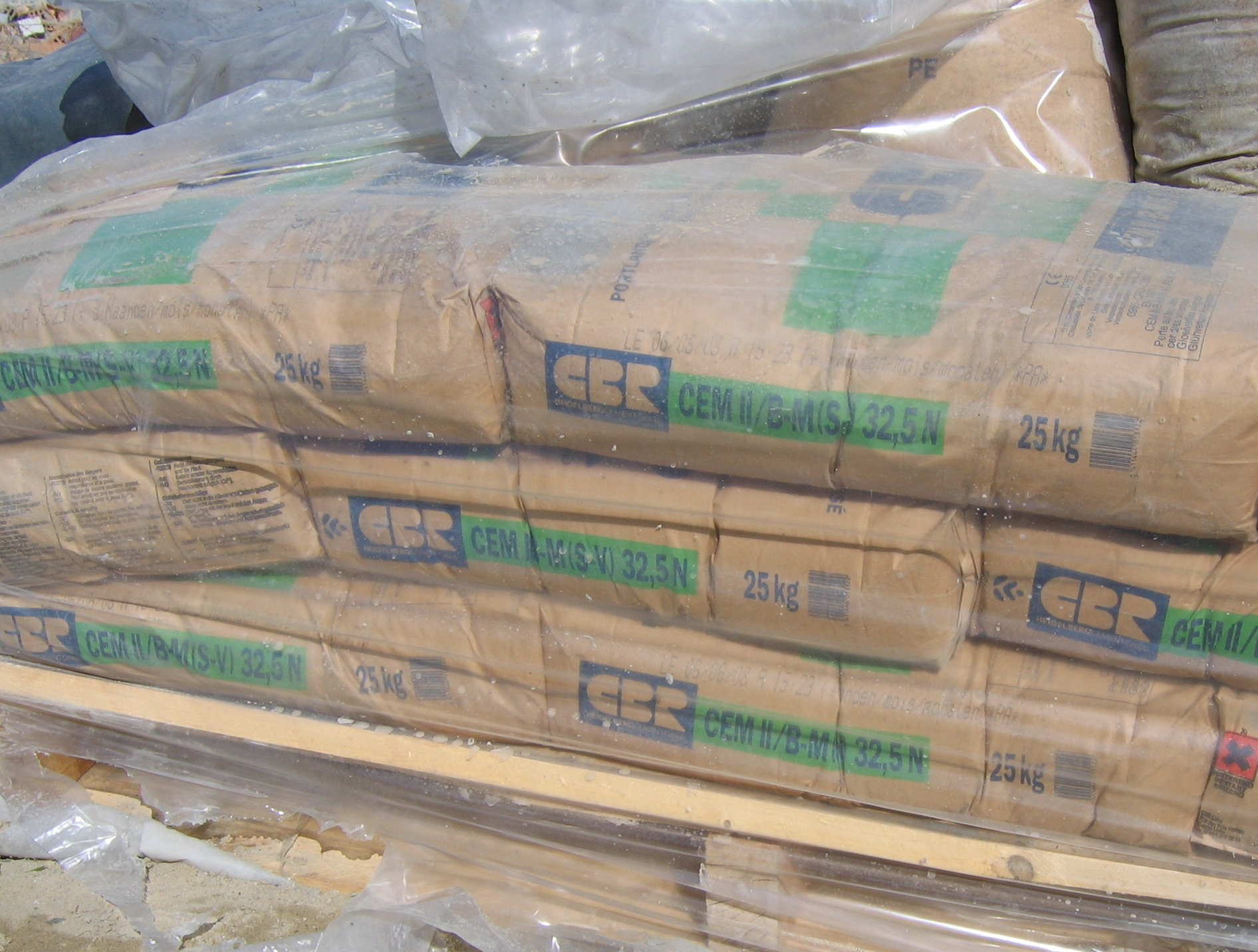
装水泥的纸袋

### 涂层
单涂层纸袋即食品袋，纸面包袋和其他轻型包装袋。单涂层纸袋不防水，即使是有夹层或粘合的纸袋，也不能完全防水，但能在一定程度上更耐磨。
多涂层纸袋通常用于运输散装材料（如肥料、饲料、砂、干粉、面粉和水泥）。

## 單層
紙質購物袋、牛皮紙袋、雜貨袋、紙質麵包袋和其他輕型袋子都是單層紙。各種結構和設計可供選擇。許多袋子上印有商店和品牌的名稱。紙袋不防水。紙袋的種類包括：覆膜紙袋、扭紋紙袋、扁平紙袋。覆膜紙袋雖然並非完全防水，但其覆膜可在一定程度上保護外部。

## 品質標準和認證
紙袋的耐用性可根據歐洲測試標準 EN13590:2003 進行測量。該標準基於科學研究，旨在幫助零售商避免使用劣質購物袋。紙袋的品質認證系統也以此標準為基礎。測試方法要求購物袋承受重物，並反覆提起。紙袋的尺寸會被考慮在內，因為紙袋的容量越大，其承載的重量就越大。根據認證標準，紙袋上會標示其可承載的重量和體積。選擇經過測試和認證的紙袋是明智之舉。

### 測試和保證
已裝滿的袋子或麻袋可以透過仔細觀察在現場進行評估。實驗室包裝測試通常採用跌落試驗、衝擊台試驗、穿刺試驗等方法。食品紙袋在整個供應鏈中都需要特定的品質保證和衛生管理，因為它們必須符合多項關於所儲存食品安全和衛生的國家和國際標準。為了滿足這些要求，需要考慮包裝袋的所有材質。在歐洲，有多項強制性程序來收集、評估和記錄所有必要資訊。在某些情況下，需要進行遷移測試並簽發合規文件。這些要求大多涉及使用條件、儲存時間和溫度。所有供應商都必須提供有關這些方面的資訊。

## 永續性
造紙的原料－從木材中提取的纖維素纖維－是一種可再生的天然資源。然而，人們對諸如皆伐之類的木材採伐方式提出了環境方面的擔憂。由於紙袋具有可生物降解的特性，它們會在短時間內（兩到五個月）降解。使用天然水性顏料和澱粉基黏合劑，紙袋不會對環境造成危害。
歐洲生產的大多數紙袋均採用來自永續管理的歐洲森林的纖維素纖維製成。這些纖維取自疏伐樹木和鋸木工業的加工廢料。永續森林管理能夠維護生物多樣性和生態系統，並為野生動物、休閒區和就業提供棲息地。這種永續森林管理已在紙製品的 FSC® 或 PEFC™ 認證中得到證實。消費者可以查看紙袋上的 FSC 和 PEFC 標籤，以確保其採用可持續來源的纖維製成。
紙張作為一種木製品，在其整個生命週期中都會持續儲存碳。紙張回收後，碳截存時間會延長，因為碳會殘留在纖維素纖維中。
紙袋可以多次使用。紙袋製造商建議盡可能重複使用紙本購物袋，以進一步減少對環境的影響。
自2007年以來，歐洲紙袋的平均碳足跡一直在進行分析。研究表明，情況持續改善，2007年至2018年的11年間，紙袋的碳足跡減少了28%。2018年，歐洲紙袋從「搖籃到門口」的平均碳足跡為每袋85克二氧化碳當量。如果將生物排放和生物清除納入分析，則每袋碳足跡為-35克二氧化碳當量，這意味著紙袋對環境產生了正面影響。

## 回收
紙袋高度可生物降解且可回收，因此不會像塑膠袋那樣造成環境足跡。在歐洲，紙袋纖維平均重複使用3.6次，而全球平均為2.4次。
塑膠或防水塗層或層使回收更加困難。紙袋回收是透過將回收的紙重新製漿並壓成所需的形狀來完成的。

## 安全
與塑膠袋相比，紙袋對幼兒或動物的窒息風險較小。

## 品牌與行銷
紙質購物袋可作為零售商品牌形象的載體。紙張的紋理和形狀使其觸感極佳。其印刷品質和色彩還原能力使其在廣告和品牌形象塑造方面更具創意。此外，紙質購物袋還能提升曝光度，贏得消費者的青睞。使用紙袋體現了對環保的承諾。透過使用由可再生、可回收和可生物降解材料製成的包裝，零售商和品牌所有者有助於減少不可生物降解購物袋的使用。紙質購物袋是企業履行社會責任的強大體現，也符合永續的消費者生活方式。